# Nicolas Edet
Nicolas Edet (La Ferté-Bernard, 17 de enero de 1987) es un ciclista profesional francés.

## Trayectoria
Debutó como profesional en 2011 en el equipo Cofidis, le Crédit en Ligne, en el que permanece en la actualidad. Anteriormente ya había conseguido resultados destacados en carreras profesionales como la etapa que ganó en el Tour du Faso de 2007 y las logradas en el Tour de Saboya y el Giro del Valle de Aosta en 2010. 
Su mayor logro ha sido ganar la clasificación general de la montaña en la Vuelta a España 2013 continuando con la buena racha de los franceses en esta clasificación ya que su excompañero David Moncoutié la ganó durante cuatro años seguidos.

## Palmarés
2013
- Clasificación de la montaña de la Vuelta a España

2014
- 1 etapa del Rhône-Alpes Isère Tour

2018
- Tour de Limousin,[1] más 1 etapa

## Resultados en Grandes Vueltas
| Carrera | Carrera         | 2011 | 2012  | 2013  | 2014 | 2015  | 2016  | 2017 | 2018 | 2019 | 2020 | 2021 | 2022 | 2023 |
| ------- | --------------- | ---- | ----- | ----- | ---- | ----- | ----- | ---- | ---- | ---- | ---- | ---- | ---- | ---- |
|         | Giro de Italia  | —    | —     | —     | —    | —     | —     | —    | —    | —    | Ab.  | Ab.  | —    | —    |
|         | Tour de Francia | —    | 128.º | —     | 77.º | 111.º | 106.º | 76.º | 43.º | Ab.  | 49.º | —    | —    | —    |
|         | Vuelta a España | Ab.  | —     | 104.º | —    | —     | —     | —    | —    | 18.º | —    | —    | —    | —    |

—: no participa

Ab.: abandono

## Equipos
- Cofidis (2010[2] -2021)
  - Cofidis, le Crédit en Ligne (2010-2012)
  - Cofidis, Solutions Crédits (2013-2019)
  - Cofidis (2020-2021)
- Arkéa Samsic (2022-2023)